# Julija Stapić-Katić
Julija Stapić-Katić je hrvatska pjesnikinja i slikarica iz Zagvozda. Djeluje u Splitu.
Slika od 1990-h.
Slika u tehnici ulja na platnu. Teme su primorski motivi: krajobrazi rodnog kraja, stare drvene brodice, more, kamen, maslina, crkve, drvene barake, portreti te sakralni motivi: prikazi Majke Božje i Sina Božjega.
Do 31. ožujka 2019. izlagala na 36 samostalnih i preko 50 skupnih izložaba u zemlji i inozemstvu. 2009. je godine dobila književnu nagradu za monodramu Litnja žega.

## Djela
- Moje svetosti, zbirka pjesama, 2014.